# 陈再仁
陈再仁（1930年10月—2022年9月11日），中华人民共和国政治人物，湖南浏阳人，曾任长沙市人大常委会副主任、代理主任，中共十二大代表。他一生清廉奉公，被群众称为“焦裕禄式干部”。

## 生平
1930年10月，陈再仁出生于湖南省浏阳县葛家乡龙潭村（今浏阳市葛家镇玉潭村）。一家有兄弟姊妹有6个，他是老大。因为家庭贫困，他年少时做过长工，给人放牛。1950年被选拔参加土地改革工作，得以走出龙潭村。1952年8月加入中国共产党。1961年后担任过浏阳县副县长、县长，县革命委员会副主任、主任，中共浏阳县委副书记等职务。1977年开始担任中共浏阳县委书记。任内，他头戴草帽，脚蹬草鞋，皮肤晒得黝黑，和农民一起犁田、播种、育秧、挑粪，想方设法提高粮食产量。
1982年，《人民日报》以《县委书记陈再仁思想作风五过硬》《浏阳人民的长工》《陈再仁的三面镜子》等为题，对其先进事迹作了报道。同年，陈再仁当选中共十二大代表。1983年12月，陈再仁在长沙市第八届人民代表大会第一次会议当选长沙市第八届人民代表大会常务委员会副主任。1985年9月10日，长沙市第八届人民代表大会第三次会议决定接受王蔚深辞去主任职务，同时在这次会议上，新的主任候选人未能当选。大会闭会后，根据法律规定和中共长沙市委建议，于1985年9月26日长沙市第八届人民代表大会常务委员会第十三次会议上，推定副主任陈再仁为代理主任。1986年6月，陈再仁当选长沙市第九届人大常委会副主任，直到1992年12月退休。
2022年9月11日9时33分，陈再仁在长沙逝世，终年91岁。